# 早川延幸
早川 延幸（1952年8月29日 - ）は、日本の建築家。日本および上海市を拠点として活動。

## 略歴
名古屋市西区生まれ。愛知工業大学建築科を卒業後、真柄建設に入社。1990年に、名古屋市西区に「建築設計・監理・早川設計」を個人事業として設立。2004年8月8日に、中国上海市に「上海早川建築諮詢有限公司」を設立。中国上海でいくつかの設計プランを手掛ける。また、2003年に「Dio-ARC（360度回転する家）」を設計し、特許を取得、日本および中国で申請中。世界最大の不動産見本市「MIPIM」にて、上海国際博覧会の迎賓館を設計提案し、近未来的建造物で受賞をした。2008年9月9日には日本で株式会社Dio-Xを設立。主な作品として、上海地下鉄4号線宜山路駅などの設計がある。

### Dio-ARC
360度回転する家。2003年に香港で提案後、日本で特許を申請、さらに中国でも申請中。2009年に中国で建設されると発表された。